# Alfred Canning
Alfred Wernam Canning (Campbellfield, 21 februari 1860 - Perth, 22 mei 1936) was een Australische landmeter. Canning was de landmeter die het traject van de oorspronkelijke afsluiting nr. 1 van de Rabbit-proof fence in West-Australië verkende. Hij ontwikkelde er eveneens de naar hem vernoemde Canning Stock Route.

## Vroege leven
Canning werd in 1860 geboren in Cambellfield in de Australische deelstaat Victoria. Zijn ouders waren landbouwer William Canning en diens vrouw Lucy Mason. Canning werd opgeleid aan Carlton College in Melbourne waarna hij bij het departement Lands van New South Wales als stagiair in dienst trad. In januari 1882 werd hij er tot beëdigd landmeter benoemd.
Op 17 april 1884 huwde Canning in Waverley, Sydney, met Edith Maude Butcher. Ze kregen samen een zoon. Van 1883 tot 1886 diende Canning in Bega en van 1887 tot 1889 in Cooma. Van 1890 tot 1892 werkte hij als mijningenieur in Bathurst.

## West-Australië
In 1893 trad Canning bij het departement Lands van West-Australië in dienst. Hij bleek een betrouwbaar landmeter die zich goed staande hield in de soms barre West-Australische omgeving. Rond de eeuwwisseling besliste de overheid een afsluiting te bouwen om een konijnenplaag, die zich vanuit het oosten naar de West-Australische landbouwgebieden dreigde te verplaatsen, tegen te houden. Canning werd gevraagd een traject voor de afsluiting te verkennen en uit te tekenen. Hij vertrok in Starvation Harbour aan de zuidkust en deed drie jaar over de tocht tot Cape Keraudren nabij Port Hedland. De oorspronkelijke afsluiting nr. 1 van de rabbit-proof fence zou meer dan 1.800 kilometer lang worden.
In 1906 besloot de West-Australische overheid om een route te ontwikkelen waarlangs vee vanuit de regio Kimberley naar de goudvelden kon gedreven worden. Canning vertrok in mei 1906 vanuit Day Dawn met 8 expeditieleden, 23 kamelen en 2 paarden. Het was zijn taak om langs het meer dan 1.400 kilometer lange traject ongeveer om de 25 kilometer drinkwaterplaatsen voor het vee te vinden. Hij bereikte Halls Creek in januari 1907.
Na klachten door kok Edward Blake over misbruik van Aborigines werd in 1908 een "koninklijke commissie naar de behandeling van Aborigines door de Canning-expeditie" opgericht. Blake beschuldigde de expeditieleden van het verkrachten van aboriginesvrouwen, diefstal van aborigineseigendommen en het vastketenen van de aboriginesgidsen. De Aborigines werden ook zout of zoutwater gegeven zodat ze de expeditie uit grote dorst naar waterbronnen zouden leiden. Ze zouden ook gedwongen zijn de territoria van naburige stammen te betreden. Canning ontkende alles op het vastketenen van de Aborigines na. 
Het vastketenen van de Aborigines werd door de commissie acceptabel gevonden. Canning en zijn mannen werden van alle andere aanklachten vrij gesproken.
Na Cannings optimistische verslag over de verkenningstocht besliste de overheid dat hij de stockroute verder diende te ontwikkelen. In maart 1908 verliet Canning Perth met ongeveer 20 mannen, 62 kamelen, 2 paarden, en 400 geiten voor melk en vlees. Ze dienden de route van de nodige waterputten te voorzien. In maart 1910 bereikten ze Wiluna weer en was de stockroute afgewerkt.
In 1912 werd Canning landmeter voor het district Perth. Hij werkte voor de Land Repricing Board in 1915. Tussen 1917 en 1922 was Canning landmeter voor het noordelijk district. Hij gaf in 1923 zijn overheidsbetrekking op en ging als contractueel landmeter een samenwerking aan met H.S. King.
In 1929 vroeg de overheid Canning om de verwaarloosde Canning Stock Route terug in orde te brengen. Hij was toen 69 jaar oud maar aanvaarde de opdracht en wandelde de hele route heen en terug. Na de route in orde te hebben gebracht ging Canning op rust. Hij stierf in 1936 aan progressieve spinale musculaire atrofie en werd op de begraafplaats van Karrakatta begraven.

## Nalatenschap
- De Canning Stock Route die ondertussen een 4x4-route is geworden, werd naar hem vernoemd.
- Langs de route, aan waterput 26, staat sinds 15 juli 1983 een gedenkplaat ter zijner herinnering.[5]
- Het federale kiesdistrict Division of Canning werd naar hem vernoemd.
- De uitgestorven inktvis Hemichoanella canningi werd naar hem vernoemd.

## Galerij

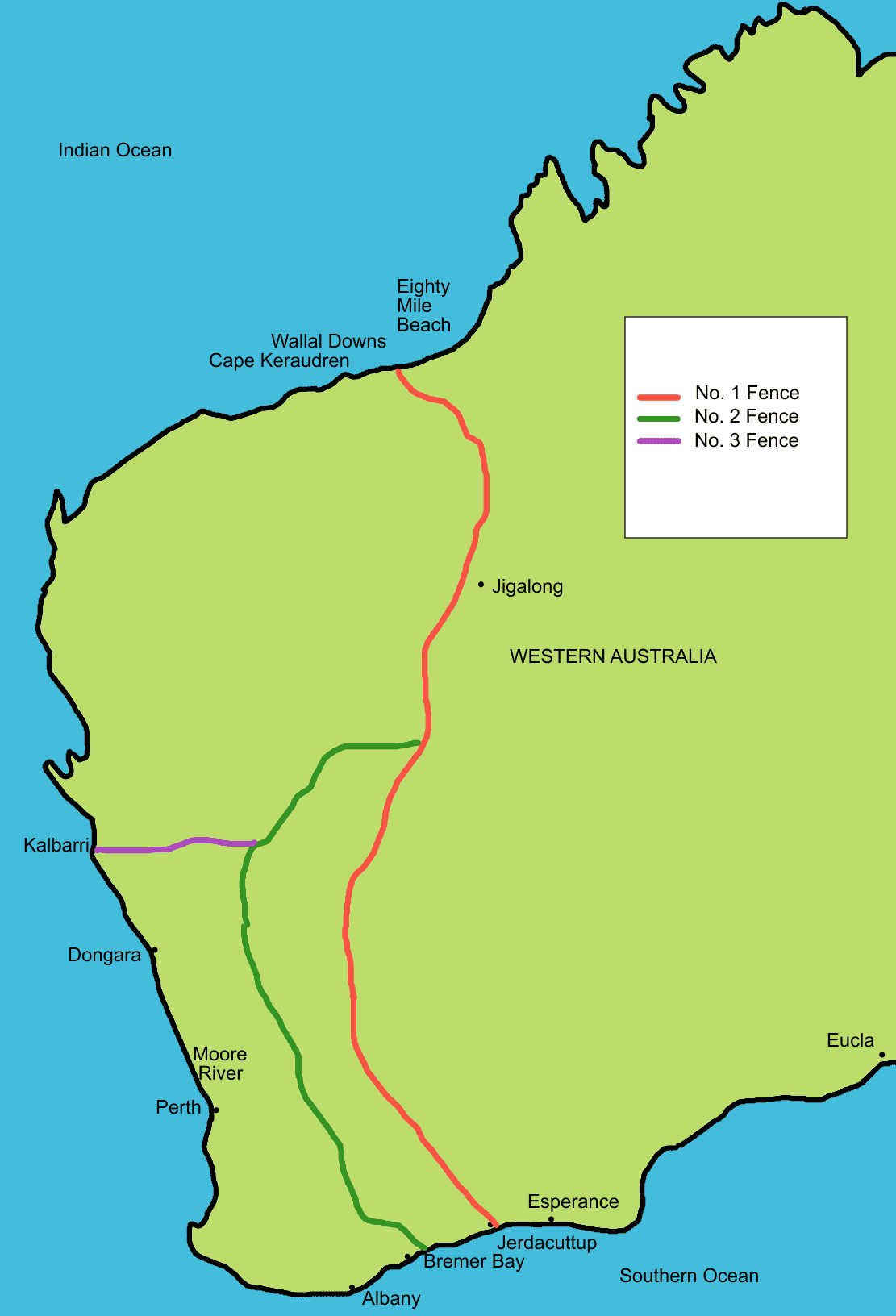
Rabbit-proof fence
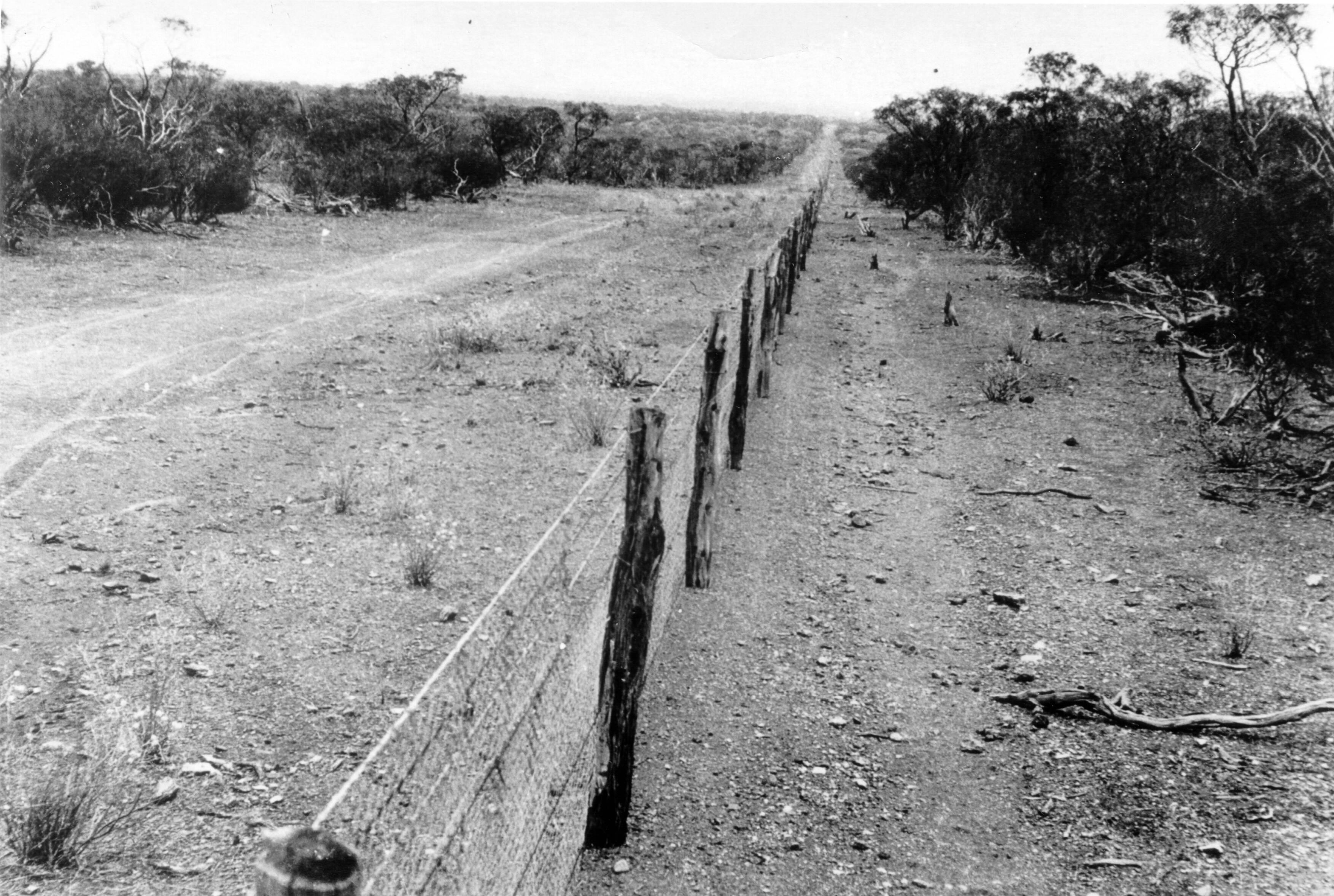
Rabbit-proof fence 1926-27
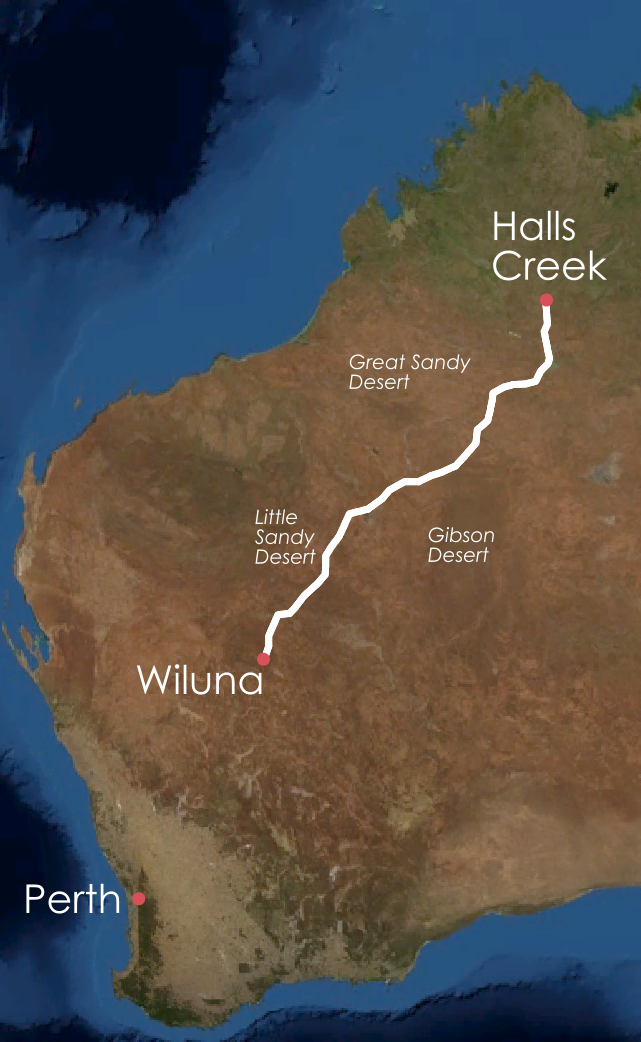
Canning Stock Route
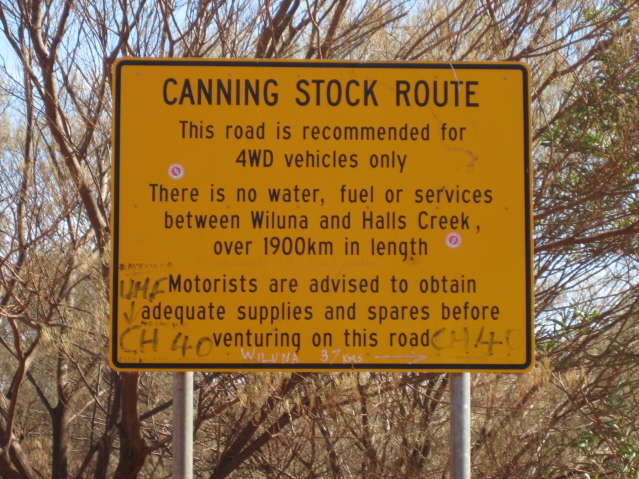